# Хуан-Мануель Фанхіо
Хуа́н Мануе́ль Фа́нхіо Де́рамо (ісп. Juan Manuel Fangio Déramo, 24 червня 1911 — 17 липня 1995) — аргентинський автогонщик. Мав прізвисько Маестро.
Учасник чемпіонатів Формули-1 в 1950-х роках (1950—1951,1953-1958). Володар п'яти чемпіонських титулів в цьому класі автоперегонів. Був чемпіоном в 1951, 1954, 1955, 1956 і 1957 роках.
За багатолітню історію перегонів Формула-1 цей показник був перевершений лише через півстоліття, у сезоні 2003 року Міхаелем Шумахером.